# Jos Verstappen

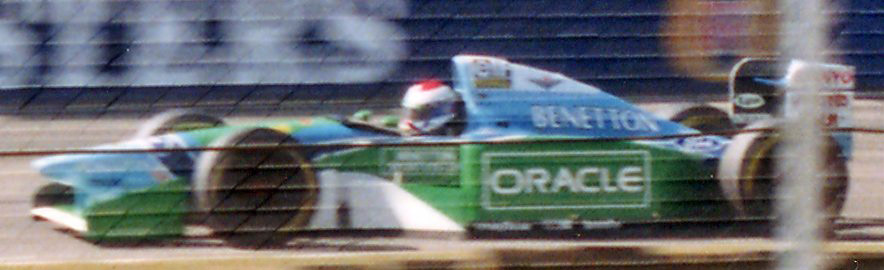
Jos Verstappen (Benetton B194) – Grand Prix Wielkiej Brytanii w 1994 roku

Jos Verstappen, właśc. Johannes Franciscus Verstappen (ur. 4 marca 1972 w Montfort) – holenderski kierowca Formuły 1.

## Kariera

### Początki
Już w wieku ośmiu lat zaczął interesować się wyścigami, jeżdżąc gokartem. W 1982 roku rozpoczął uczestnictwo w mistrzostwach Holandii. Pierwszy sukces osiągnął w 1984 podczas holenderskich mistrzostw juniorów, następny w roku 1986. Największe natomiast sukcesy przyniósł rok 1989, w którym to zdobył wiele tytułów mistrza w wyścigach międzynarodowych oraz dwa tytuły mistrza w wyścigach europejskich.

### Sport samochodowy
Pod koniec 1991 Verstappen przesiadł się z gokarta na samochód. Ojciec jego w tym samym roku pojechał do Belgii na Grand Prix, aby przyjrzeć się zawodom. Podczas rozmowy z Toine i Mike Hezemans z zespołu Porsche, których już znał z zawodów kartingowych, poznał Huuba Rothengattera – byłego holenderskiego kierowcę wyścigowego. Rothengatter obecny na Grand Prix jako pracownik public relations firmy Philips dla zespołu Jordan, poszukiwał właśnie młodych talentów wyścigowych. W wyniku rozmowy Verstappen otrzymał zaproszenie na przetestowanie samochodu na początku października na torze Circuit Park w Zandvoort. Verstappen jeździł początkowo na tradycyjnym torze między wydmami w serii Formuły Ford. Samochód którym jeździł to przestarzały Crosslé z roku 1979, który przez sześć lat stał w garażu Fritsa van Amersfoorta. Mimo to Verstappen osiągał jednak konkurencyjne czasy. Po tym teście postanowiono, aby Verstappen zaczął jeździć w serii Formuła Opel Lotus. Miesiąc później zaczął już jeździć również w Zandvoort i również na samochodzie Fritsa van Amersfoorta.
W 1992 Jos Verstappen dzięki wsparciu Rothengattera oraz firm Philips i Marlboro całkowicie przesiadł się z gokartów na samochody Formuły Opel Lotus, które napędzane były standardowymi silnikami marki Opel. W serii tej ścigał się w zespole Fritsa van Amersfoorta. W pierwszym roku sportów samochodowych Verstappen brał udział tylko w mistrzostwach Beneluksu. Poza wypadkiem na torze Circuit Zolder Verstappen wygrał wszystkie wyścigi. W związku z tym konkurencja podała w wątpliwość legalność pojazdu Verstappena, jednak badanie techniczne wykazało, iż silnik w samochodzie Verstappena posiadał mniejszą moc od konkurencji. W związku z tymi wynikami Verstappen zaczął jeździć na poziomie europejskim w serii Formuła Opel Lotus. Wygrał w tym cyklu dwa wyścigi. Ponadto pod koniec sezonu wygrał wraz z Martijnem Koenem Puchar Narodów Opel Lotus.
Verstappen został wybrany najlepszym holenderskim kierowcą roku 1992, za co otrzymał od Kena Tyrrella czek o wartości 45 000 guldenów. Tyrrell obiecał ponadto Verstappenowi test w Formule 1, o ile Holender wygra w niemieckiej Formule 3. Następnie otrzymał zaproszenia na testy od zespołów Brytyjskiej Formuły 3: West Surrey Racing oraz Alan Docking Racing. Testował również dla niemieckiego zespołu WTS Racing. W końcu zdecydował o kontynuowaniu swojej kariery w Niemieckiej Formule 3.
W 1993 roku zaczął przygotowywać się również do mistrzostw Formuły Atlantic, organizowanych w Nowej Zelandii. Ścigając się w tej serii samochodem Swift-Toyota, wygrał sześć na dziesięć wyścigów. W Niemieckiej Formule 3 natomiast rywalizował w zespole WTS Racing, należącym do Willy’ego Webera. Jego zespołowymi partnerami byli Claudia Hürtgen i Alexander Grau. Verstappen wygrał mistrzostwa Niemieckiej Formuły 3, a także Marlboro Masters. Pod koniec sezonu otrzymał zaproszenie na testowanie samochodu w Formule 1 w zespołach Footwork i McLaren. Zainteresowanie usługami Verstappena wykazywał również zespół Jordan.

### Formuła 1

#### 1994
Po zimowych negocjacjach w 1994 Verstappen podpisał kontrakt z zespołem Benetton, na mocy którego początkowo miał być kierowcą testowym, a rok później miał już brać udział w wyścigach. Jednakże podczas zimowych jazd testowych JJ Lehto doznał poważnego wypadku, w związku z czym Verstappen został podstawowym kierowcą Benettona obok Schumachera.
W Grand Prix Brazylii, podczas próby wyprzedzenia Érica Bernarda, Eddie Irvine zahaczył o Verstappena, który następnie wjechał w Martina Brundle'a. Wynikiem tego był wypadek czterech samochodów wyścigowych. Od Grand Prix San Marino Lehto wrócił do wyścigów, jednakże po jego rozczarowujących wynikach, Verstappen powrócił w charakterze etatowego kierowcy od Grand Prix Francji. Verstappen miał jednak wiele kłopotów na torze z samochodem wyścigowym, zbudowanym specjalnie dla Schumachera. Podczas Grand Prix Niemiec pośliznął się swoim samochodem na oleju pochodzącym z Ferrari Gerharda Bergera, po czym chciał jeździć samochodem Schumachera. Podczas jego dopasowywania wyjechał z toru. W trakcie wyścigu, podczas tankowania, na gorący samochód Verstappena wylało się parę litrów paliwa, co spowodowało pożar. Kierowca wyszedł jednak z tego wydarzenia bez szwanku. Podczas Grand Prix Węgier natomiast, w związku z odpadnięciem Martina Brundle'a na ostatnim okrążeniu, Verstappen zajął trzecie miejsce i zdobył pierwsze punkty. Podczas Grand Prix Belgii zajął również trzecie miejsce po tym, jak jego kolega z zespołu – Michael Schumacher – został zdyskwalifikowany. Podczas Grand Prix Europy i dwóch ostatnich wyścigów sezonu, Verstappen musiał odstąpić miejsce w zespole na rzecz bardziej doświadczonego Johnny’ego Herberta.

#### 1995
W 1995 roku kierowcami Benettona byli Michael Schumacher i Johnny Herbert. Jednak dzięki pomocy Benettona Verstappen trafił do angielskiego zespołu Simtek. Celem było zdobywanie kolejnego doświadczenia w zespole, w którym panowała mniejsza presja. Partnerem zespołowym został Włoch Domenico Schiattarella. Zespół używał standardowych silników Ford napędzających samochody S951 zaprojektowane przez Nicka Wirtha. Najlepszym rezultatem Holendra było dwunaste miejsce. Ponadto po Grand Prix Monako zespół musiał ogłosić upadłość i Verstappen do końca sezonu pozostawał bez pracy, testując jeszcze jedynie Ligiera, którego właścicielem był szef zespołu Benettona, Flavio Briatore.

#### 1996
Dzięki swoim sponsorom Verstappen na sezon 1996 trafił do Footworka. Tuż przed rozpoczęciem sezonu, zespół został częściowo przejęty przez Toma Walkinshawa. Footwork FA17 był samochodem stosunkowo awaryjnym, a dostawca silników – Hart – nie posiadał wystarczających środków finansowych, żeby je ulepszać. Najlepszy wynik Verstappen osiągnął podczas Grand Prix Argentyny. Wynik ten był najlepszym wynikiem sezonu zdobytym przez niego zarówno podczas kwalifikacji jak i wyścigów. Rozpoczął jako siódmy, a skończył jako szósty po walce z Davidem Coulthardem oraz z Eddiem Irvine’em.
W maju 1996 roku Verstappen poślubił swoją narzeczoną Sophie Kumpen.

#### 1997
W 1997 roku Holender ścigał się w Tyrrellu. Zespół ten, po stosowaniu przez kilka lat silników Yamaha, od 1997 roku używał jednostek Ford. Kolegą z zespołu Verstappena w Tyrrellu został Fin Mika Salo, który jeździł w tym zespole trzeci rok.
Bolid Tyrrell 025 stworzony przez Harveya Postlethwaite'a, był stosunkowo nieskomplikowany. Na początku sezonu model 025 napędzał silnik Ford Cosworth ED4. Mimo tego, że silnik ten był niezawodny, posiadał mało mocy. W pierwszym wyścigu sezonu okazało się, że bolid nie jest wystarczająco szybki. W Argentynie Verstappen miał szansę na punkty, ale odpadł z powodu awarii silnika. W Monako Holender zajął ósme miejsce i to był jego najlepszy wynik w tym sezonie. Od Hiszpanii stosowano silnik ED5. W Hiszpanii Verstappen był jedenasty, natomiast w Kanadzie Verstappen zajął swoje najlepsze miejsce w kwalifikacjach w sezonie – 14.

#### 1998
Przed rozpoczęciem sezonu 1998 Tyrrell został sprzedany Craigowi Pollockowi, który zamierzał zainwestować większy kapitał w zespół dopiero w roku 1999. Stąd też miejsce Verstappena w zespole zajął dysponujący większym wsparciem sponsorów Ricardo Rosset. Dlatego też przez długi czas Holender pozostał bez pracy. Następnie został poproszony przez zespół Benetton o wykonanie kilku testów. Jednak mimo takiej możliwości Verstappen nie został oficjalnym kierowcą testowym zespołu, ponieważ ten żądał pieniędzy od sponsorów. W tym czasie zainteresowanie Verstappenem wykazał zespół Stewarta. Przed Grand Prix Francji Verstappen i Jackie Stewart podpisali umowę, w myśl której Holender zastąpił w zespole Jana Magnussena. Verstappen wziął udział w dziewięciu wyścigach, jednak ukończył zaledwie trzy: trzy razy zawiodła skrzynia biegów, a trzy razy zepsuł się silnik. Po zakończeniu sezonu Stewart postanowił nie przedłużać umowy z Verstappenem na następny rok.

#### 1999
W połowie grudnia Honda potwierdziła plany powrotu do Formuły 1, z Verstappenem testującym samochód w 1999 roku. Umowa Verstappena obejmowała wyścigi w zespole fabrycznym Hondy w następnych latach. Verstappen otrzymał okazję do współpracy z osobami z zespołu Tyrrella, takimi jak Rupert Manwaring czy Harvey Postlethwaite. Pod koniec stycznia po raz pierwszy Honda mogła się zmierzyć z innymi zespołami podczas testów w Jerez de la Frontera, gdzie Verstappen był najszybszy. W kwietniu Verstappen otrzymał również ofertę od Minardi, ale zdecydował w pełni skoncentrować się na Hondzie i ofertę odrzucił. W tym samym miesiącu w wieku 55 lat na zawał zmarł Harvey Postlethwaite. W związku z tym w maju Honda wycofała projekt Formuły 1.

#### 2000
27 stycznia 2000 podano do wiadomości, że Verstappen podpisał dwuletni kontrakt z zespołem Arrows. W Australii Verstappen wycofał się z wyścigu (problemy z przednim zawieszeniem). W trakcie Brazylii jechał trzeci, a ukończył go jako ósmy (pojawiły się problemy ze wspomaganiem kierownicy). Po problemach technicznych w San Marino, Wielkiej Brytanii i Hiszpanii, podczas Grand Prix Europy zderzył się z Eddiem Irvine’em. Jednakże zespołowy kolega Pedro de la Rosa uzyskał pierwsze punkty dla Arrowsa sezonie. W deszczowym Grand Prix Kanady Verstappen był piąty, uzyskując dwa punkty. Podczas Grand Prix Niemiec, jadąc na siódmym miejscu, obrócił samochód. Natomiast we Włoszech Verstappen zajął czwarte miejsce. W ostatnich trzech wyścigach Holender nie powiększył dorobku i zakończył sezon na 12. miejscu z pięcioma punktami. Arrows zdobył natomiast siedem punktów i 7. miejsce w ogólnej klasyfikacji Mistrzostw Świata.

#### 2001
Na sezon 2001 nowym dostawcą silników została firma Asiatech, która przejęła zakład Peugeota wraz z załogą. 31 stycznia 2001 ogłoszono, iż partnerem Verstappena został Enrique Bernoldi.
W Australii Verstappen był dziewiąty. W Malezji na pierwszym okrążeniu awansował z siedemnastej pozycji na szóstą. W pewnym momencie deszczowego wyścigu Holender po wyprzedzeniu Heinza-Haralda Frentzena był drugi, ale po przeschnięciu toru spadł na siódme miejsce. W Brazylii natomiast dublowany Verstappen wyeliminował lidera Juana Pablo Montoyę. Dwa tygodnie później w San Marino musiał wycofać się z wyścigu w związku z problemami z układem wydechowym. Następne problemy pojawiły się w Hiszpanii z systemem kontroli trakcji, i Holender zajął dwunaste miejsce. W Austrii Verstappen obrał strategię dwóch pit stopów, dzięki czemu był szósty, zdobywając jedyny punkt w sezonie. Holender miał szanse na zdobycie kolejnych punktów w Grand Prix Monako i Grand Prix Kanady, ale zostały one zaprzepaszczone poprzez odpowiednio długi pit stop i awarię hamulców.
W połowie 2001 roku przedłużył kontrakt z Arrowsem.

#### 2002
W grudniu 2001 roku odrzucił propozycję testowania Ferrari. W niedługi czas później kontrakt Verstappena został wykupiony przez Heinza-Haralda Frentzena, który został kierowcą Arrowsa. Po tym wydarzeniu Peter Sauber był zainteresowany usługami Verstappena jako kierowcy testowego, jednak okazało się, że Holender jest zbyt wysoki do Saubera C21. Po odejściu Frentzena z Arrowsa w połowie sezonu pojawiły się pogłoski o powrocie Verstappena do Arrowsa, ale zespół upadł.

#### 2003
Na początku roku 2003 ogłoszono, że dzięki wsparciu takich sponsorów jak: Trust, Wilux i Muermans Verstappen będzie jeździł w zespole Minardi. W całym sezonie Holender nie zdobył jednak ani punktu, najlepiej finiszując na dziewiątym miejscu w Grand Prix Kanady.

#### 2004
Po zakończeniu sezonu 2003 istniała możliwość jazdy Verstappena dla Jaguara. Zespół jednak wybrał ostatecznie Austriaka Christiana Kliena, z którym to automatycznie przeszedł sponsor – Red Bull. Następnie Holender prowadził intensywne rozmowy na temat posady w Jordanie, jednakże po sprzeczce pomiędzy Jordanem, sponsorem Trust, Verstappenem i jego managerem odstąpiono od umowy. W ciągu sezonu Verstappen wykonywał jazdy testowe dla Jordana oraz jeździł dwumiejscowymi Minardi

### Po Formule 1
W 2005 roku w amerykańskim Sebringu Verstappen testował samochód Champ Car dla zespołu HVM Racing (wcześniej Herdez Competition). W trakcie tego testu zajął trzecie miejsce. Ze względu na brak otrzymanej gwarancji uczestnictwa w pełnym sezonie Verstappen odrzucił ofertę HVM.

## Wyniki w Formule 1
| Legenda oznaczeń w tabelach wyników Wyświetl szablon na nowej stronie | Legenda oznaczeń w tabelach wyników Wyświetl szablon na nowej stronie                                                                     |
| Oznaczenie                                                            | Wyjaśnienie |
| --------------------------------------------------------------------- | --- |
| Złoty                                                                 | Zwycięzca lub mistrzostwo |
| Srebrny                                                               | 2. miejsce lub wicemistrzostwo |
| Brązowy                                                               | 3. miejsce lub II wicemistrzostwo |
| Zielony                                                               | Ukończył, punktował (w klasyfikacji generalnej, gdy zdobył co najmniej jeden punkt na przestrzeni sezonu, poza trzema powyższymi opcjami) |
| Niebieski                                                             | Ukończył, nie punktował (w klasyfikacji generalnej, gdy nie zdobył co najmniej jednego punktu na przestrzeni sezonu)                      |
| Czerwony                                                              | Nie zakwalifikował się (NZ) |
| Czerwony                                                              | Nie prekwalifikował się (NPK) |
| Różowy                                                                | Nie ukończył (NU) |
| Różowy                                                                | Niesklasyfikowany (NS) (w klasyfikacji generalnej, gdy nie został sklasyfikowany w żadnym wyścigu sezonu)                                 |
| Czarny                                                                | Zdyskwalifikowany (DK) |
| Czarny                                                                | Wykluczony (WYK/EX) |
| Biały                                                                 | Nie wystartował (NW) |
| Biały                                                                 | Kontuzjowany (K/INJ) |
| Biały                                                                 | Wyścig odwołany (OD/C) |
| Bez koloru                                                            | Został wycofany (WYC/WD) |
| Bez koloru                                                            | Nie przybył (NP/DNA) |
| Bez koloru                                                            | Nie brał udziału w treningach (NT/DNP) |
| Bez koloru                                                            | Nie został zgłoszony (–) |
| Pogrubienie                                                           | Start z pole position |
| Kursywa                                                               | Najszybsze okrążenie wyścigu |
| †                                                                     | Nie ukończył, ale jego rezultat został zaliczony ze względu na przejechanie więcej niż 90% dystansu wyścigu.                              |
| *                                                                     | Sezon w trakcie |
| 1/2/3                                                                 | Punktowana pozycja w sprincie kwalifikacyjnym                                                                                             |
| Lista systemów punktacji Formuły 1                                    | |

| Rok  | Zespół                    | Samochód      | Silnik       | Wyniki w poszczególnych eliminacjach | Wyniki w poszczególnych eliminacjach | Wyniki w poszczególnych eliminacjach | Wyniki w poszczególnych eliminacjach | Wyniki w poszczególnych eliminacjach | Wyniki w poszczególnych eliminacjach | Wyniki w poszczególnych eliminacjach | Wyniki w poszczególnych eliminacjach | Wyniki w poszczególnych eliminacjach | Wyniki w poszczególnych eliminacjach | Wyniki w poszczególnych eliminacjach | Wyniki w poszczególnych eliminacjach | Wyniki w poszczególnych eliminacjach | Wyniki w poszczególnych eliminacjach | Wyniki w poszczególnych eliminacjach | Wyniki w poszczególnych eliminacjach | Wyniki w poszczególnych eliminacjach | Pkt. | Msc. |
| ---- | ------------------------- | ------------- | ------------ | ------------------------------------ | ------------------------------------ | ------------------------------------ | ------------------------------------ | ------------------------------------ | ------------------------------------ | ------------------------------------ | ------------------------------------ | ------------------------------------ | ------------------------------------ | ------------------------------------ | ------------------------------------ | ------------------------------------ | ------------------------------------ | ------------------------------------ | ------------------------------------ | ------------------------------------ | ---- | ---- |
| 1994 |                           |               |              | Brazylia                             |                                      | San Marino                           | Monako                               | Hiszpania                            | Kanada                               | Francja                              | Wielka Brytania                      | Niemcy                               | Węgry                                | Belgia                               | Włochy                               | Portugalia                           | Unia Europejska                      | Japonia                              | Australia                            |                                      | 10   | 10   |
| 1994 | Mild Seven Benetton Ford  | Benetton B194 | Ford V8      | NU                                   | NU                                   | –                                    | –                                    | –                                    | –                                    | NU                                   | 8                                    | NU                                   | 3                                    | 3                                    | NU                                   | 5                                    | NU                                   | –                                    | –                                    |                                      | 10   | 10   |
| 1995 |                           |               |              | Brazylia                             | Argentyna                            | San Marino                           | Hiszpania                            | Monako                               | Kanada                               | Francja                              | Wielka Brytania                      | Niemcy                               | Węgry                                | Belgia                               | Włochy                               | Portugalia                           | Unia Europejska                      |                                      | Japonia                              | Australia                            | 0    | 31   |
| 1995 | MTV Simtek Ford           | Simtek S951   | Ford V8      | NU                                   | NU                                   | NU                                   | 12                                   | NU                                   | –                                    | –                                    | –                                    | –                                    | –                                    | –                                    | –                                    | –                                    | –                                    | –                                    | –                                    | –                                    | 0    | 31   |
| 1996 |                           |               |              | Australia                            | Brazylia                             | Argentyna                            | Unia Europejska                      | San Marino                           | Monako                               | Hiszpania                            | Kanada                               | Francja                              | Wielka Brytania                      | Niemcy                               | Węgry                                | Belgia                               | Włochy                               | Portugalia                           | Japonia                              |                                      | 1    | 16   |
| 1996 | Footwork Hart             | Footwork FA17 | Hart V8      | NU                                   | NU                                   | 6                                    | NU                                   | NU                                   | NU                                   | NU                                   | NU                                   | NU                                   | 10                                   | NU                                   | NU                                   | NU                                   | 8                                    | NU                                   | 11                                   |                                      | 1    | 16   |
| 1997 |                           |               |              | Australia                            | Brazylia                             | Argentyna                            | San Marino                           | Monako                               | Hiszpania                            | Kanada                               | Francja                              | Wielka Brytania                      | Niemcy                               | Węgry                                | Belgia                               | Włochy                               | Austria                              | Luksemburg                           | Japonia                              | Unia Europejska                      | 0    | 21   |
| 1997 | PIAA Tyrrell              | Tyrrell 025   | Ford V8      | NU                                   | 15                                   | NU                                   | 10                                   | 8                                    | 11                                   | NU                                   | NU                                   | NU                                   | 10                                   | NU                                   | NU                                   | NU                                   | 12                                   | NU                                   | 13                                   | 16                                   | 0    | 21   |
| 1998 |                           |               |              | Australia                            | Brazylia                             | Argentyna                            | San Marino                           | Hiszpania                            | Monako                               | Kanada                               | Francja                              | Wielka Brytania                      | Austria                              | Niemcy                               | Węgry                                | Belgia                               | Włochy                               | Luksemburg                           | Japonia                              |                                      | 0    | 23   |
| 1998 | HSBC Stewart Ford         | Stewart SF02  | Ford V10     | –                                    | –                                    | –                                    | –                                    | –                                    | –                                    | –                                    | 12                                   | NU                                   | NU                                   | NU                                   | 13                                   | NU                                   | NU                                   | 13                                   | NU                                   |                                      | 0    | 23   |
| 2000 |                           |               |              | Australia                            | Brazylia                             | San Marino                           | Wielka Brytania                      | Hiszpania                            | Unia Europejska                      | Monako                               | Kanada                               | Francja                              | Austria                              | Niemcy                               | Węgry                                | Belgia                               | Włochy                               | Stany Zjednoczone                    | Japonia                              | Malezja                              | 5    | 12   |
| 2000 | Arrows F1 Team            | Arrows A21    | Supertec V10 | NU                                   | 7                                    | 14                                   | NU                                   | NU                                   | NU                                   | NU                                   | 5                                    | NU                                   | NU                                   | NU                                   | 13                                   | 15                                   | 4                                    | NU                                   | NU                                   | 10                                   | 5    | 12   |
| 2001 |                           |               |              | Australia                            | Malezja                              | Brazylia                             | San Marino                           | Hiszpania                            | Austria                              | Monako                               | Kanada                               | Unia Europejska                      | Francja                              | Wielka Brytania                      | Niemcy                               | Węgry                                | Belgia                               | Włochy                               | Stany Zjednoczone                    | Japonia                              | 1    | 18   |
| 2001 | Orange Arrows Asiatech    | Arrows A22    | Asiatech V10 | 10                                   | 7                                    | NU                                   | NU                                   | 12                                   | 6                                    | 8                                    | 10                                   | NU                                   | 13                                   | 10                                   | 9                                    | 12                                   | 10                                   | NU                                   | NU                                   | 15                                   | 1    | 18   |
| 2003 |                           |               |              | Australia                            | Malezja                              | Brazylia                             | San Marino                           | Hiszpania                            | Austria                              | Monako                               | Kanada                               | Unia Europejska                      | Francja                              | Wielka Brytania                      | Niemcy                               | Węgry                                | Włochy                               | Stany Zjednoczone                    | Japonia                              |                                      | 0    | 22   |
| 2003 | European Minardi Cosworth | Minardi PS03  | Cosworth V10 | 11                                   | 13                                   | NU                                   | NU                                   | 12                                   | NU                                   | NU                                   | 9                                    | 14                                   | 16                                   | 15                                   | NU                                   | 12                                   | NU                                   | 10                                   | 15                                   |                                      | 0    | 22   |

## Życie prywatne
Jest ojcem Maxa Verstappena, który od 2015 jest kierowcą Formuły 1, będącym mistrzem świata kierowców w latach 2021–2024.